# Novo Acordo
Novo Acordo là một đô thị thuộc bang Tocantins, Brasil. Đô thị này có diện tích 2671,882 km², dân số năm 2007 là 4063 người, mật độ 1,52 người/km².